# Michael Bryant
Michael Bryant, född 5 april 1928 i London, England, död 25 april 2002 i Richmond, samma stad, var en engelsk skådespelare. Han var verksam både som tear, film och TV-skådespelare.

## Filmografi, urval
- 1958 – Titanics undergång
- 1969 – Goodbye, Mr. Chips
- 1971 – Nikolaus och Alexandra
- 1972 – Den härskande klassen
- 1982 – Gandhi
- 1996 – Hamlet